# Wolfgang-Siegel-Stiftung
Die Wolfgang-Siegel-Stiftung ist eine Förderstiftung mit Sitz in Hof (Saale). Sie wurde im Jahr 1986 von dem deutschen Journalisten und Unternehmer Wolfgang Siegel aus Hof gegründet.

## Geschichte
Am 28. Mai 1986 errichtete der Hofer Unternehmer und Mäzen Wolfgang Siegel die  öffentliche Stiftung des bürgerlichen Rechts. Durch die Bestätigung vom 9. Juni 1986 des Bayerischen Staatsministeriums für Unterricht und Kultus wurde die staatliche Genehmigung erteilt. Die Stiftung ist damit rechtsfähig und untersteht der Aufsicht der Regierung von Oberfranken in Bayreuth.
Im Jahr 1995 erhielt Siegel für sein Wirken in der Stadt Hof und der Region Hochfranken mit der Johann-Christian-Reinhart-Plakette eine kulturelle Auszeichnung.
Zum ersten und alleinigen Vorstand war der Stifter auf Lebenszeit bestellt. Nach seinem Ableben am 18. November 2008 besteht der Vorstand nach § 7 der Stiftungssatzung aus einem Kollegium von drei Personen. Derzeit sind dies:
- die Oberbürgermeisterin der Stadt Hof Eva Döhla als Vorsitzende,
- der Leiter des Fachbereichs Kultur der Stadt Hof mit dem Museum Bayerisches Vogtland Peter Nürmberger und
- der Stadtheimatpfleger Leo Reichel,

die im Fall ihrer Verhinderung durch ihren jeweiligen Stellvertreter im Amt vertreten werden.
Die Festlegung des Vorstandes bedeutet, dass die Stiftung durch die Stadtverwaltung Hof verwaltet wird. Bereits 2006 übertrug Siegel die kaufmännische Verwaltung der Stadtverwaltung. Auf Beschluss des Stiftungsausschusses vom 8. Juni 2011 wurde der Hospitalstiftung Hof die Verwaltung von Stiftungsangelegenheiten übertragen.
Für die Stadt Hof liegt der Wert dieser Förderstiftung in der finanziellen Beweglichkeit insbesondere für kulturelle Förderziele, die nicht aus dem städtischen Haushalt finanziert werden könnten.
Eine geplante Sonderausstellung zum 100. Geburtstages des Stifters im Jahr  2021 verschob sich pandemiebedingt in das Jahr 2022. Am 15. Mai 2022 wurde die Ausstellung eröffnet. Sie war bis zum 16. Oktober 2022 im Museum Bayerisches Vogtland Hof zu sehen. Ausgestellt waren Gegenstände aus dem Leben des Stifters. Darüber hinaus wurden Einblicke in die vielfältigen Lebensstationen des Stifters gewährt.

## Stiftungszweck

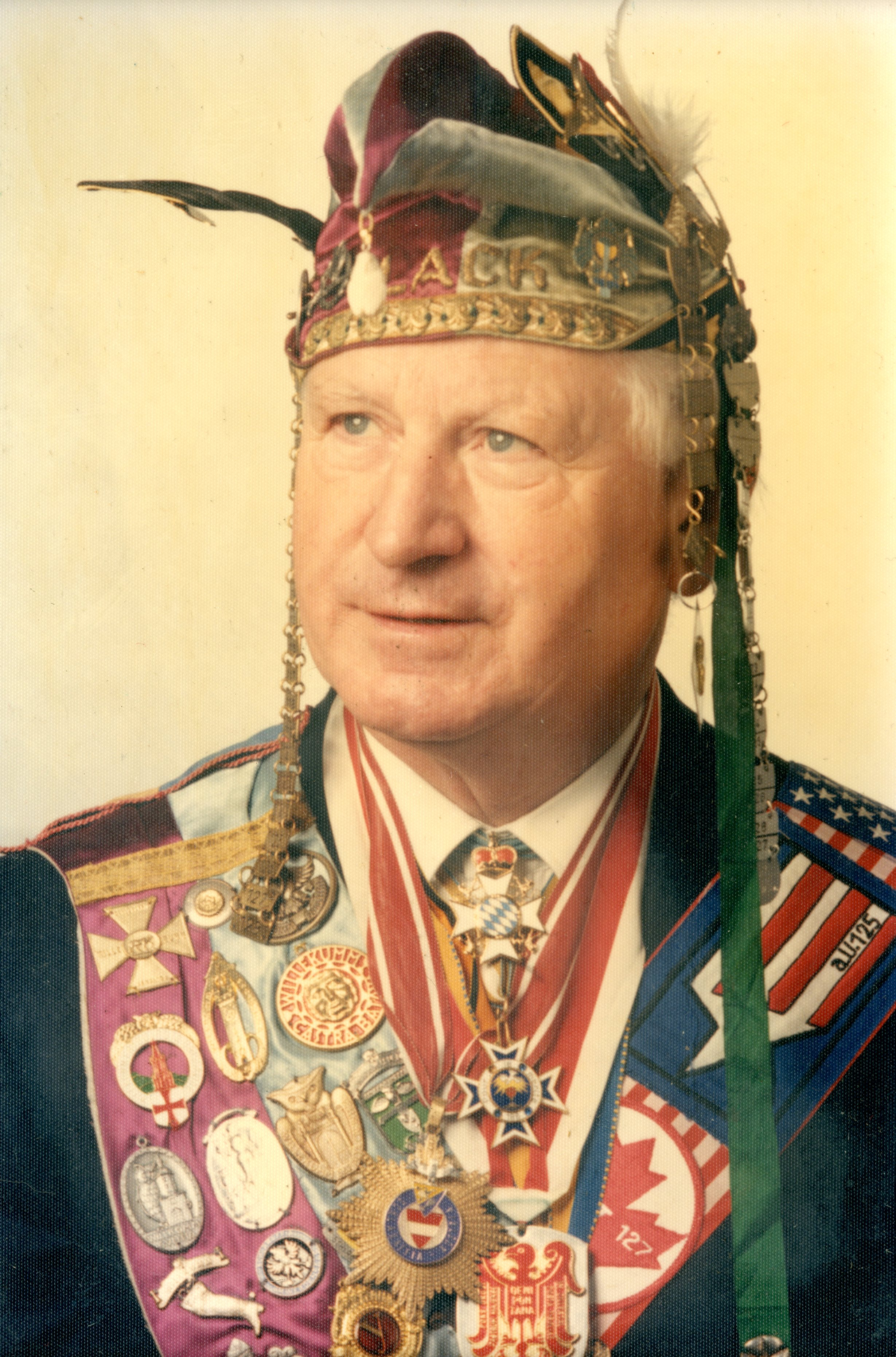
Wolfgang Siegel in aschlaraffischem Ornat

Aufgrund der Satzung dient die Stiftung der Förderung wissenschaftlicher Zwecke sowie der Erziehung, Volks- und Berufsbildung, insbesondere:
- der Förderung der nordostoberfränkischen Geschichtsforschung durch die Unterstützung wissenschaftlicher Arbeiten
- der Förderung des Museums Bayerisches Vogtland[5] in Hof durch Zuschüsse zum Erwerb von Exponaten,
- der Förderung des heimatgeschichtlichen Wissens nordostoberfränkischer, insbesondere Hofer Schüler durch Vergabe von Lehrmitteln für den heimatgeschichtlichen Unterricht.

Der Stiftungsgrundstock wird in seinem Bestand dauernd erhalten, Zustiftungen sind möglich. Fördermittel werden nach freiem Ermessen ihrer Organe im Rahmen der vorgenannten Zwecke erteilt.

## Wirken
Nachstehend eine Auswahl von Förderprojekten, aufgelistet in der Reihenfolge des Stiftungszwecks:

### Förderung von Forschungsarbeiten
- Hertnidt vom Stein (ca. 1427–1491). Bamberger Domdekan und markgräflich-brandenburgischer Rat. Karriere zwischen Kirche und Fürstendienst. Dissertation von Matthias Thumser, erschienen im Verlag Degener, Neustadt an der Aisch 1989, ISBN 3-7686-9103-9.
- Curia sonans. Die Musikgeschichte der Stadt Hof. Eine Studie zur Kultur Oberfrankens. Dissertation von Ludger Stühlmeyer, erschienen im Heinrichsverlag, Bayerische Verlagsanstalt Bamberg 2010, ISBN 978-3-89889-155-4.[7]
- Bernhard Lichtenberg – Ich werde meinem Gewissen folgen. Biografie mit Zeitzeugenberichten des in Hof verstorbenen seligen Bernhard Lichtenberg, von Barbara Stühlmeyer und Ludger Stühlmeyer, erschienen in der Verlagsgruppe Topos, Kevelaer 2013, ISBN 978-3-8367-0835-7.[8]

### Förderung heimatgeschichtlicher und heimatkundlicher Publikationen
- Peter Nürmberger, Reinhard Feldrapp: Hof in Bayern ganz oben. Hoermann Verlag, Hof 2002.
- Ellen Mey, Porzellan aus Hof und Oberkotzau. Hof 2002, ISBN 978-3-928626-39-2.
- Chronik der Hofer Feuerwehr Hoermann Verlag, Hof 2006.[9]
- Rudolf Kießling, 700 Jahre Hofer Polizeigeschichte. Hoermann Verlag, Hof 2008.[10]
- Leo Reichel, Die grüne Haidt. Ackermann Verlag, München 2008.
- 20 Jahre „Friedliche Revolution 1989“ – Von den Demos zur Grenzöffnung – Die Partnerstädte Hof und Plauen in dieser bewegten Zeit. Hof/Plauen 2009.
- Arnd Kluge (Hrsg.), Kleine Geschichte der Hofer Region. Mintzel Druck, Hof 2010, ISBN 978-3-928626-61-3.[11]
- Arnd Kluge (Hrsg.), Vereinsgeschichte der Stadt Hof. Nordoberfränkischer Verein für Natur-, Geschichts- und Landeskunde e. V., Hof 2011.
- Die innerdeutsche Grenze von 1945–1990. Hof 2011.

### Förderung des Museums Bayerisches Vogtland
- Erwerb von Tierpräparaten,
- Erwerb von Graphiken und Gemälden von Johann Christian Reinhart (Johann Christian Reinhart Kabinett),[12]
- Ankauf der Sammlung Leckel (Fotoarchiv).

### Förderung des heimatgeschichtlichen Wissens und des Unterrichtes
- Einrichtung der Wolfgang-Siegel-Bibliothek im Hofer Johann-Christian-Reinhart-Gymnasium,
- Erwerb von Ausstattungsgegenständen für die Volkssternwarte Hof wie Datenprojektor und Teleskop[13]
- Erwerb von Arbeitsheften, Karten, Videorekordern und Laminiergeräten sowie weiterem Lehr- und Unterrichtsmaterial für den Heimatkunde-Unterricht an Grundschulen in Hof